# No Surprises
«No Surprises» (с англ. — «Без сюрпризов», «Нет сюрпризов») — песня английской рок-группы Radiohead, десятый трек из их третьего студийного альбома OK Computer (1997). Композиция была выпущена в качестве четвёртого сингла пластинки 12 января 1998 года, заняв четвёртое место в чарте Великобритании.
Фронтмен группы Том Йорк сочинил песню в 1995 году во время турне с R.E.M.. При её записи Radiohead стремились воссоздать настроение творчества Марвина Гэя и Луи Армстронга, особенностями композиции являются использование глокеншпиля (колокольчиков) и «беззаботный» звук, навеянный альбомом The Beach Boys Pet Sounds 1966 года. Лирический герой, по определению Йорка, изо всех сил пытается сохранить всё как было, но его попытки безуспешны.
В музыкальном видео, снятом Грантом Джи, Том Йорк находится в шлеме космонавта, который медленно наполняется водой. Джи был вдохновлён научно-фантастическим фильмом 1968 года «Космическая одиссея 2001 года», трюками с побегами из-под воды (в особенности, Гарри Гудини) и телесериалом UFO. Джи зациклился на лирике «работа, которая медленно убивает тебя» и задумал видео в реальном времени, которое передало бы ощущение «убийственных секунд».
Альтернативные версии «No Surprises» были изданы на сборниках OKNOTOK 1997 2017 и MiniDiscs (Hacked). Многими изданиями песня признаётся одной из лучших в творчестве Radiohead, а в октябре 2011 года журналом New Musical Express «No Surprises» была признана одним из 150 лучших треков за последние 15 лет (1996—2011).

## Предпосылки. Набросок
Певец, автор песен и фронтмен Том Йорк написал «No Surprises» в 1995 году, когда Radiohead гастролировали с R.E.M. в их турне в поддержку альбома Monster. Йорк представил песню остальным участникам обеих групп в гримёрке в Осло 3 августа 1995 года в виде наброска под названием «No Surprises Please».
На ранних этапах лирика отличалась от конечного результата. Первоначально главный герой ссылался на девушку, которая не «снимает платье, когда истекает кровью в ванной», что, по мнению журналиста Тима Футмана, перекликается с повторяющимися мотивами крови / менструации американского лоу-фай автора Билла Каллахана под сценическим псевдонимом Smog. В наброске фраза «нет будильника» буквальна — часы главного героя остановились.
На первых этапах композиция исполнялась исключительно на акустических гитарах. Благодаря демозаписям, появившимся впервые на сборнике MiniDiscs (Hacked), можно проследить эволюцию трека от относительно оптимистичной баллады в стиле The Bends («High and Dry» и «Fake Plastic Trees») до «высокопарной колыбельной». В одной из версий звучит расширенное, более бренчащее гитарное окончание, придающее записи «более стройный и счастливый тон».

## Текст

### Тематика
По определению Йорка, лирический герой изо всех сил пытается сохранить всё как было, но его попытки безуспешны. Йорк описал текст как «изуродованный детский стишок», корни которого в его собственной «нездоровой одержимости вопросом о том, куда девать пластиковые бутылки и коробки… Весь этот мусор — обломки наших жизней — где-то закопан. Он не гниёт, он просто остаётся в земле <…> так я поступаю со многими вещами — прячу их с глаз долой».
Мрачное настроение оригинальной версии углублялось по мере того, как группа работала над ней; эмоциональная клаустрофобия и неудовлетворённость отношениями переросли в крайнее отчаяние. В итоговой, альбомной версии композиции нежная мелодия контрастирует с резким текстом. По словам Сэма Стила из журнала Vox, «даже когда речь в песне идёт о самоубийстве, гитара О’Брайена звучит как бальзам на воспалённую душу, а композиция напоминает печальную детскую молитву».
Критики находили в тексте «No Surprises» отражение темы самоубийства и неудовлетворённости современными социальными и политическими порядками. В некоторых строках содержатся образы жизни в деревне или спальных пригородах. Высказывались предположения, что композиция Radiohead касается не темы самоубийства — сведения счётов с жизнью, — а её имитации, существования как полумеры. Редакция журнала Fact выявила несколько значений текста: «поучительная история об опасности отравления угарным газом» или «метафора о самоубийстве и уходе с богом забытой планеты». Такие темы привели к предположениям о том, что сам Том Йорк страдает депрессией. Йорк много раз отвергал эти намёки, признавая, что он «капризный, тонкокожий, пессимистичный и склонный к беспокойству».

### Анализ. Образы
Первая строка и одна из главных метафор песни начинается с романтического клише «Сердце переполнено…», но прерывается мрачным «…словно свалка». Лирический герой, неудовлетворённый своей жизнью и повседневной скукой («Работа, которая медленно убивает тебя / Синяки, которые не заживают»), намекает на свои депрессивные и суицидальные наклонности («Я приму тихую жизнь / Рукопожатие угарного газа»). Фрагмент «Такой красивый дом, / такой красивый сад» можно воспринимать как мысль о том, что богатства «в конечном счёте недостаточно для того, чтобы жить». Одна из первоначальных идей Йорка для названия альбома прямо относилась к мечте о собственном доме и сопутствующим опасностям.
Йорк видит такой образ жизни в негативном свете. Его персонаж — жертва системы, которую он открыто осуждает («Свергни правительство / Мы им безразличны»). Сначала это было просто мимолётное проявление разочарования главного героя, но оно начало привлекать непропорциональное внимание на концертах примерно с 2003 года, особенно в США в годы президентства Джорджа Буша. Футман пишет, что Йорк «сосредоточен на мирской домашней жизни, и, может показаться, что он лукаво подкалывает скучную буржуазию, играющую в гольф и читающую Daily Mail». В октябре 2022 года Том Йорк процитировал свою строчку в профиле Twitter по отношению к нынешнему правительству Великобритании, где он проживает.

### Сравнения
Тим Футман считает, что персонаж, описанный Йорком, это, статистически, «невзрачный мужчина средних лет, сгорбившийся на переднем сиденье невзрачного хетчбэка в совершенно невзрачном пригородном гараже». Музыкальный критик Барни Хоскинс предположил, что идея заключается в том, чтобы всегда идти на риск, иначе жизнь не имеет смысла.  утверждает, что текст песни посвящён «отсутствию себя», и противопоставляет её «Suicide Solution» Оззи Осборна (1981), которая вызвала споры в середине 1980-х годов из-за якобы поощрения подростковых самоубийств. Джозеф Тейт идентифицирует Йорка (или его персонажей) как имеющих психологические проблемы, когда дело доходит до отрицания своей красоты. Алекс Огг назвал текст Йорка «антидетским стишком». Футман сравнил лирического героя Тома и его метафоры с Уильямом Фостером, персонажем Майкла Дугласа из фильма Джоэла Шумахера «С меня хватит!» 1993 года. Дэйв Томпсон проследил тематическую связь со смертью фронтмена Nirvana Курта Кобейна, одной из икон гранж-рока, чья судьба была «предупреждением» Тому Йорку в первые годы существования Radiohead.

## Музыка. Вдохновение

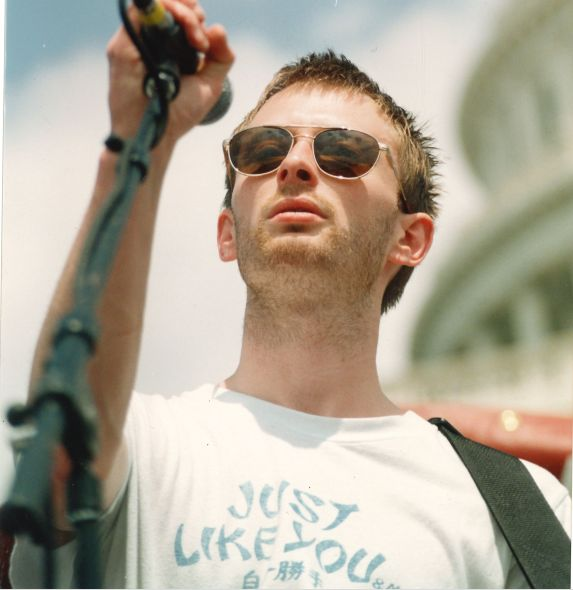
Том Йорк в интервью журналу Q: «Если играть [„No Surprises“] правильно, это чертовски темно. Но это похоже на актёрскую игру. Это на грани того, чтобы полностью всё испортить, но ты этого не делаешь. Просто слова такие мрачные. Нам приходится играть эту песню очень медленно. Это звучит хорошо только в том случае, если оно действительно хрупкое».

«No Surprises» написана в тональности фа мажор. Она соответствует своему титульному намёку на обыденность, присоединяясь к «Let Down» как к песне с мажорной тональностью, в которой почти нет хроматизма и отклонения от основной тональности. Единственный хроматический тон, который используется в композиции, — это пониженная шестая ступень диатоники (субмедианта), впервые появляющаяся во вступительном риффе, который демонстрирует основную фигуру аккомпанемента песни. Похожая на девиз последовательность аккордов, которая образует вступление, представляет собой чередование тоники и минорной субдоминанты (или уменьшенной наполовину супертоники — второй ступени диатоники). Использование хроматических вспомогательных опций связывает трек с аналогичными композициями альбома, несмотря на отсутствие в нём каких-либо других значительных сбоев или сложных событий.

Основная мелодия включает в себя электро- и акустическую гитару, а также вокальные гармонии. По ходу разработки мелодии к ней был добавлен глокеншпиль (колокольчики). В интервью Кейтлин Моран Том Йорк сказал, что «детское звучание гитары задало настроение всему альбому». По словам бас-гитариста Колина Гринвуда, «No Surprises» — «стадионная» песня. Идея была в том, чтобы сначала «напугать» всех «Climbing Up the Walls», а затем утешить поп-песней с припевом, звучащим как колыбельная. Том желал, чтобы трек вызывал у слушателей ощущения чего-то «чистого, безопасного и вселяющего надежду», словно «новый стеклопакет». По словам Йорка, Radiohead «хотели звучать так, как будто они все приняли нитразепам».
Группа стремилась создать настроение, подобное альбому The Beach Boys 1966 года Pet Sounds (электрогитара Эда О’Брайена была вдохновлена песней «Wouldn’t It Be Nice»). Radiohead стремились воссоздать атмосферу и настроение соул-музыки Марвина Гэя или «What a Wonderful World» Луи Армстронга. Также в композиции слышны отголоски «Sad And Beautiful World» группы Sparklehorse из альбома Vivadixiesubmarinetransmissionplot. Даи Гриффитс предлагает отсылку к «Girlfriend In A Coma» группы The Smiths, ещё одному произведению с горькой лирикой, объединённой в красивую мелодию.

## Запись
Сессии записи OK Computer на студии Canned Applause в Дидкоте в 1996 году начались именно с «No Surprises». В альбом вошёл первый записанный дубль; группа записала ещё пять (по словам Эда О’Брайена — пятнадцать) других версий, но чувствовала, что уже не сможет превзойти первую. По словам Тома Йорка, следующие попытки «были всего лишь кавер-версиями на первую версию, поэтому мы сдались и вернулись к [оригиналу]».
Чтобы добиться более медленного темпа, нежели позволяли возможности группы, продюсер Найджел Годрич придумал особый технический метод — музыканты записали песню в более быстром темпе, а затем её звучание было компьютерным образом замедлено, чтобы наложить на него вокал Йорка, создавая эффект «невесомости».

### Участники записи
- Том Йорк — вокал, акустическая гитара
- Джонни Гринвуд — глокеншпиль, орган, струнный синтезатор[англ.], электрогитара
- Эд О’Брайен — электрогитара, бубен, бэк-вокал
- Колин Гринвуд — бас-гитара
- Фил Селуэй — барабаны, бубен

## Выпуск и судьба
Впервые официально композиция была выпущена как десятая песня в составе третьего студийного альбома Radiohead OK Computer 16 июня 1997 года. 12 января 1998 года композиция стала четвёртым и последним синглом с OK Computer. Он занял четвёртое место в UK Singles Chart. По мнению Футмана, так случилось благодаря «зимнему оттенку меланхолии». Именно настроение британских слушателей сделало трек подходящим выбором для выпуска в начале 1998 года.

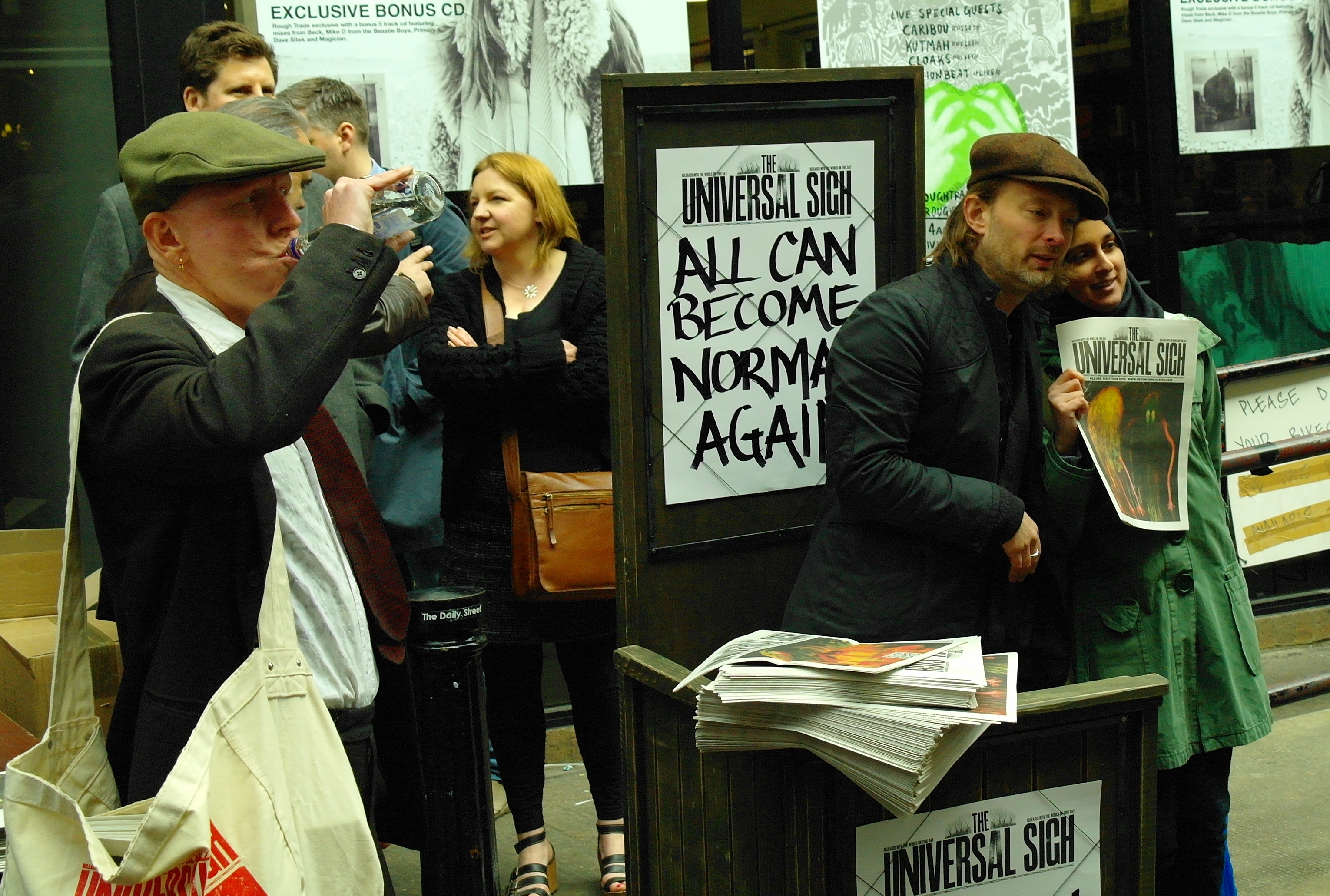
Стэнли Донвуд (слева) с Томом Йорком (справа), 2011 год

Обложка сингла представляет собой рисунок дома и машины под названием «Такой красивый дом», созданный британским художником и дизайнером Стэнли Донвудом вместе с Томом в 1996 или 1997 году. Донвуд так описал изображение: «На картинке изображён симпатичный дом. И хорошая машина. Но это ужасно печально. Я не думаю, что дома кто-то есть».
В декабре 1997 года для продвижения предстоящего тура группы по Японии был выпущен мини-альбом No Surprises / Running From Demons. В 2008 году трек был включён в сборник лучших песен группы Radiohead: The Best Of. Альтернативные версии композиции (концертные исполнения «No Surprises Please», саундчеки, репетиции и студийные демо) были изданы на двух сборниках: OKNOTOK 1997 2017 (переиздание OK Computer) и MiniDiscs (Hacked) (2019).
В апреле 2022 года автор видео в социальной сети TikTok под никнеймом @esqifrenchfries обнаружил дверной звонок, ноты которого похожи на хит Radiohead, и снял ролик, в котором дверной звонок плавно превращается в «колыбельную». «Звук» вдохновил на появление тренда о неожиданных поворотах жизни — поворот происходит в момент перехода. Пользователи TikTok рассказывали истории о любви с первого взгляда, беззащитно признавали глубокую неуверенность и раскрывали истории, стоящие за художественными навязчивыми идеями. Со временем было создано более 150 тысяч видео, и оно привлекло внимание Radiohead. В ролике с их выдуманным персонажем Chieftain Mews, он написал о своих несбывшихся мечтах о славе в TikTok.

## Концертные исполнения
Версия «No Surprises Please» была представлена ещё на концерте 4 декабря 1995 года в музыкальном зале Paradiso в Амстердаме. На концертах в 1996 году 7 июля на Festivalpark в Верхтере и 26 августа на Хершипарк-арене в Херши будущий хит был представлен слушателям со словами «Это наша новая песня». На втором концерте, однако, некоторые строки были изменены: вместо «Это мой последний приступ / Моя последняя боль в животе» Йорк спел «Это твой последний приступ / Твоя последняя боль в животе», а вместо «Такой красивый дом, / такой красивый сад» — «Такой красивый дом, / и всё, что ты когда-либо хотел».

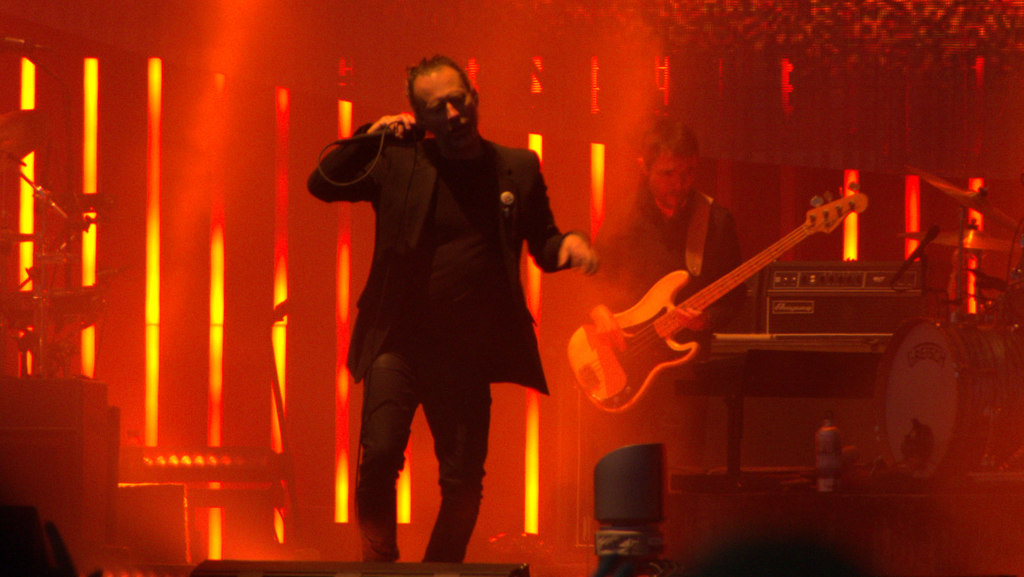
Radiohead выступают на фестивале TRNSMT, 7 июля 2017 года

31 мая 1997 года «No Surprises», вместе с «Paranoid Android» и «Airbag», была исполнена группой на музыкальном телешоу Later... with Jools Holland. Песня была дважды исполнена на фестивале в Гластонбери 28 июня 1997 и 2003 годов, а также на фестивале Les Eurockéennes de Belfort 4 июля 1997 года во Франции и 3 сентября в London Astoria. Radiohead исполнили акустическую версию композиции на шоу Unplugged в Париже 3 июля 2003 года.
«No Surprises» исполнялась во время всех последующих туров группы кроме The King of Limbs (2010—2012). — OK Computer (1998), Kid A (2000), Amnesiac (2001), тур по Пиренейскому полуострову (2002), Hail to the Thief (2003—2004), тур перед и после выхода In Rainbows (2006, 2008—2009) и A Moon Shaped Pool (2016—2017).

## Музыкальный видеоклип

Том Йорк в музыкальном клипе на «No Surprises» (сверху) и во время процесса его съёмок (снизу)

Музыкальное видео на композицию состоит из одного крупного плана Тома Йорка в шлеме космонавта. Текст песни медленно прокручивается вверх, отражаясь в шлеме. После первого куплета шлем начинает наполняться водой. Йорк продолжает петь, пытаясь поднять голову. Как только шлем полностью заполняется, Йорк остаётся неподвижным более минуты, после чего вода выпускается, и он возобновляет пение.

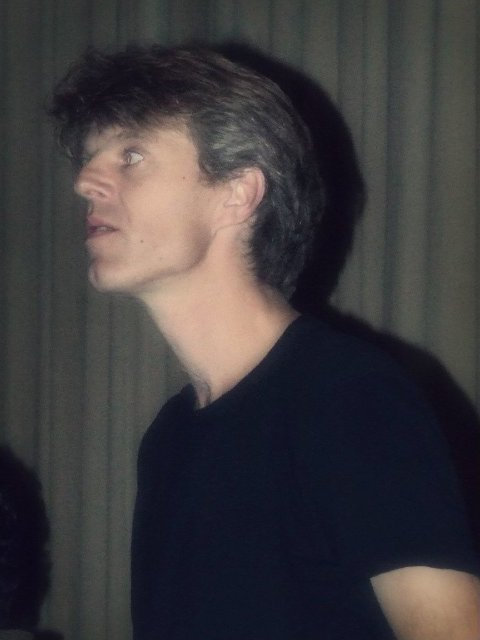
Грант Джи

Музыкальное видео было снято Грантом Джи 28 ноября 1997 года. Radiohead и их лейбл Parlophone планировали снять по видеоклипу для каждой композиции на OK Computer. Джи представил концепции «No Surprises» и «Fitter Happier». Изначальная версия первой, которую Джи позже описал как «какую-то блестящую ерунду, основанную на музыкальных шкатулках», была отвергнута. От его концепции «Fiter Happier» отказались, когда Parlophone решили снимать видео только для синглов из-за нехватки средств после съёмок «Paranoid Android» и «Karma Police». Том Йорк также рассказывал о сценариях, где он идёт по улице и всё вокруг него взрывается, или где он вылетает из туалета в самолёте, как из катапультируемого сиденья.
Шесть месяцев спустя, после того, как Джи снимал Radiohead для документального фильма Meeting People Is Easy, лейблу понадобилось видео на сингл, и ему не понравилась ни одна из идей из первого раунда заявок от потенциальных режиссёров, поэтому он попросил Гранта Джи представить другую концепцию. Грант слушал композицию, изучая неподвижное изображение персонажа-астронавта Дейва Боумена из научно-фантастического фильма 1968 года «Космическая одиссея 2001 года», и задавался вопросом, может ли он снять музыкальное видео, включающее крупный план человека в шлеме. Джи также был вдохновлён детскими воспоминаниями о подводных побегах в стиле Гарри Гудини в Blue Peter и инопланетных персонажах в телесериале UFO со шлемами, полными жидкости. Он зациклился на лирике «работа, которая медленно убивает тебя» и задумал видео в реальном времени, которое передало бы ощущение «убийственных секунд». Сам Йорк посчитал идею странной.
Бюджет музыкального видео составлял 80 тысяч фунтов стерлингов, что позволило нанять компанию по производству спецэффектов для создания шлема из плексигласа, в который можно было бы медленно закачивать воду и который позволял бы Йорку выпускать воду в экстренной ситуации. Чтобы сократить время, на которое Йорку приходилось задерживать дыхание, продюсер видео Фил Барнс предложил ускорить часть песни, удвоив скорость камеры с 25 до 50 кадров в секунду, а затем замедлить и песню, и частоту кадров после слива воды, сохраняя вокал Йорка синхронизированным. Хотя Йорк продемонстрировал, что может задерживать дыхание более чем на минуту в условиях отсутствия стресса, в условиях съёмки ему было трудно задерживать дыхание более чем на десять секунд, прежде чем слить воду. По словам Джи, «день превратился в шоу ужасов… [Это была] постоянная пытка». Йорк назвал процесс съёмки видео ужасным. Кадры съёмок появляются в фильме Meeting People Is Easy — с каждым дублем Йорк становится все более разочарованным. После многих неудачных дублей, благодаря наставничеству помощника режиссёра, — американского спортивного тренера Барри Вассермана, — фронтмен в конце концов смог завершить дубль. До конца съёмочного дня оставалось пять минут. Всего в течение дня было записано около восьми минут фильма. После итогового клипа была снята ещё одна версия, но она была не так хороша, как первая. Радость Тома показана в его «триумфальной ухмылке» в самом конце ролика. В 1999 году музыкальное видео было номинировано на 19-ю премию BRIT Awards в области «Британское видео года».

## Восприятие

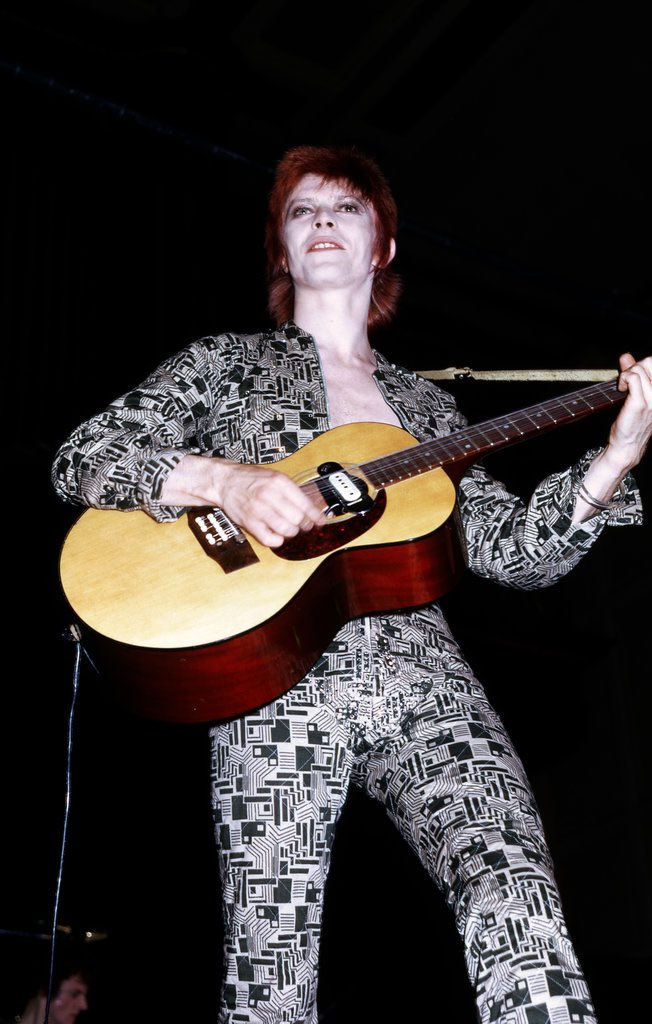
Дэвид Боуи

Джонатан Хейл в своей книге «Radiohead: From a Great Height» высказал мнение, что композиция «отличается простотой, которая доказывает способность Radiohead создать простую песню с простым текстом и плавно вписать её в сложный OK Computer». Музыкант и писатель Билл Яновиц из AllMusic сравнил её с некоторыми меланхоличными произведениями Дэвида Боуи, такими как «Life on Mars?». Он высказал мнение, что песня настолько хороша, что, «возможно, выдержала бы несколько овердаббингов», но и то, что есть — это «всё, что нужно песне, чтобы сиять». По его мнению, образ «сломленного и одинокого человека» напоминает «всех одиноких людей» из «Eleanor Rigby» группы The Beatles и знаменитое стихотворение Томаса Стернза Элиота «Любовная песня Дж. Альфреда Пруфрока».
В октябре 2011 года журнал New Musical Express назвал «No Surprises» 107-м из 150 лучших треков за последние 15 лет (1996—2011). Она высоко оценивается и признаётся в списках лучших песен Radiohead многих изданий, в том числе The Guardian, Vulture, PopMatters, Consequence, Far Out, The Ringer и American Songwriter.

## В кинематографе
Песня прозвучала в первом эпизоде 6 сезона телесериала «Доктор Хаус» «Broken», телесериале «Турецкий для начинающих», фильмах «Что делать в случае пожара», «Испанка», «Долго и счастливо», «Катись!», мультфильме «Рок Дог», и киноальманахе «Нью-Йорк, я люблю тебя». Фортепианная интерпретация композиции была использована во втором эпизоде шоу HBO «Мир Дикого Запада» в 2016 году.

## Список композиций
Слова и музыка всех песен — написаны Томом Йорком, Джонни Гринвудом, Колином Гринвудом, Эдом О’Брайеном и Филом Селуэем.
| №  | Название                 | Длительность |
| -- | ------------------------ | ------------ |
| 1. | «No Surprises»           | 3:51         |
| 2. | «Palo Alto»              | 3:44         |
| 3. | «How I Made My Millions» | 3:07         |

| №  | Название                                     | Длительность |
| -- | -------------------------------------------- | ------------ |
| 1. | «No Surprises»                               | 3:50         |
| 2. | «Airbag» (Live in Berlin, November 3, 1997)  | 4:49         |
| 3. | «Lucky» (Live in Florence, October 30, 1997) | 4:34         |

## Чарты

### Еженедельные чарты
| Чарт (1998)                                | Высшая позиция |
| ------------------------------------------ | -------------- |
| Австралия (ARIA)                           | 47             |
| Бельгия/Фландрия (Ultratip Bubbling Under) | 13             |
| Великобритания (OCC UK Singles)            | 4              |
| Европа (European Hot 100 Singles)          | 27             |
| Ирландия (IRMA)                            | 13             |
| Исландия (Íslenski Listinn Topp 40)        | 9              |
| Нидерланды (Single Top 100)                | 58             |
| Новая Зеландия (Recorded Music NZ)         | 23             |
| Франция (SNEP)                             | 31             |
| Шотландия (OCC Scotland)                   | 6              |

### Ежегодные чарты
| Чарт (1998)                 | Высшая позиция |
| --------------------------- | -------------- |
| Великобритания (UK Singles) | 171            |

## Сертификации
| Регион                                                                      | Сертификация | Продажи |
| --------------------------------------------------------------------------- | ------------ | ------- |
| Канада (Music Canada)                                                       | Золотой      | 40 000  |
| Италия (FIMI)                                                               | Золотой      | 25 000  |
| Великобритания (BPI)                                                        | Платиновый   | 600 000 |
| Данные о продажах + прослушиваниях приведены только на основе сертификации. |              |         |

## Кавер-версии
Песня неоднократно перепевалась различными исполнителями. «No Surprises» также была записана Лукой Блумом, Малией, Блейком Морганом, Трио Ярона Германа, Paige, Петером Йёбакком, Motorama, Луисом Дуррой, Станиславом Сойкой, Скоттом Мэттью, Мариссой Надлер, Northern State, Postmodern Jukebox и Mt. Joy. Американская певица и автор песен Аманда Палмер записала версию этой песни для своего альбома каверов Radiohead, исполненных на гавайской гитаре. Роман Джанартур из Wondaland Arts Society Жанель Монэ выпустил OK Lady, мини-альбом R&B mash-up каверов на Radiohead, включая «No Surprises» (с участием Монэ) осенью 2015 года.

### Версия Регины Спектор
Регина Спектор, альтернативная пианистка и антифолк-музыкант, выпустила однотрековый благотворительный сингл «No Surprises» 27 апреля 2010 года. Все доходы от него пошли в фонд экстренной помощи «Врачи без границ».

#### Чарты
| Чарт (2010)      | Высшая позиция |
| ---------------- | -------------- |
| Австралия (ARIA) | 96             |